# Pythodelphys illgi
Pythodelphys illgi is een eenoogkreeftjessoort uit de familie van de Notodelphyidae. De wetenschappelijke naam van de soort is voor het eerst geldig gepubliceerd in 1998 door Ooishi.